# Hauptkundschaftstelle
K.u.k. Evidenzbüro (Evidenzbureau) Hauptkundschaftstelle (w skrócie K.u.k. Evidenzbureau HK-Stelle; pol. Korpusowa Placówka C.K. Biura Ewidencji, Główna Placówka Zwiadu (na korpus)) – placówka wywiadowcza sztabu generalnego Armii Austro-Węgier szczebla dowództwa korpusu. Delegatura Evidenzbüro prowadzącego wywiad wojskowy (pol. Biura Ewidencyjnego) – wojskowych służb specjalnych Austro-Węgier.
Z K.u.k. Evidenzbureau HK-Stelle Krakau, K.u.k. Evidenzbureau HK-Stelle Przemyśl i K.u.k. Evidenzbureau HK-Stelle Lemberg współpracowało wielu Polaków z zaboru rosyjskiego przebywających w Galicji, m.in.: Józef Piłsudski  i Walery Sławek (od 1909). Współpraca związana była z warunkami udzielenia zgody przez władze austro-węgierskie na organizację i działalność polskich paramilitarnych organizacji wojskowych w Galicji, przygotowujących polskie kadry wojskowe – niejawnego, konspiracyjnego Związku Walki Czynnej (1908) i jego jawnych przybudówek Związku Strzeleckiego i Polskich Drużyn Strzeleckich. Warunki te obejmowały w zamian za tolerowanie przez władze austro-węgierskie polskiej działalności paramilitarnej na terenie Galicji przekazywanie przez stronę polską informacji wywiadowczych o Armii Imperium Rosyjskiego w Priwislinskim kraju Imperium Rosyjskiego, zbieranych w oparciu o konspirację Organizacji Bojowej PPS i PPS Frakcji-Rewolucyjnej.
Oficerami Głównych Placówek Zwiadu byli m.in. Jan Hempel, Oswald Frank, Józef Rybak i Włodzimierz Zagórski współpracujący z Józefem Piłsudskim. Szefem HK-Stelle we Lwowie był kpt. Gustaw Iszkowski.